# Електроконвулсивна терапия
Електроконвулсивната терапия (ЕКТ), преди позната като електрошок или електрошокова терапия (ЕШТ), е установено, макар и противоречиво, психиатрично и неврологично лечение, срещу което има сериозно противопоставяне от страна на обществото, движения и специалисти, при което подобни на епилептичните припадъци се предизвикват чрез електрически ток (върху главния мозък) при пациенти под обща анестезия, с цел терапевтичен ефект. Днес ЕКТ се използва като лечение за няколко вида тежки депресии, които не отговарят на друго лечение, кататония и шизофрения, също (по-рядко) се използва за лечение на мания (често в рамките на биполярното разстройство). За първи път е представена през 30-те години на XX век и получава широко разпространение като форма на лечение на психическите заболявания през 40-те и 50-те години. В началото на XXI век, по оценка на специалистите, около 1 милион души по света получават ЕКТ всяка година, обикновено в курс по 6 – 12 лечения, провеждани 2 или 3 пъти на седмица.